# Euonymus angulatus
Euonymus angulatus е вид дърво от семейство Чашкодрянови (Celastraceae). То може да расте до 5 метра височина и има матово лилави цветове. Расте в средно високи вечнозелени гори между 800 и 1400 метра. Ендемичен е за Индия, където е известен от Карнатака, Керала и Тамил Наду. Заплашен е от загуба на местообитания.